# Tamaya Technics
Tamaya Technics Inc. (jap. タマヤ計測システム株式会社Tamaya keisoku shisutemu kabushiki kaisha) és un fabricant japonès de dispositius òptics i instruments de mesura. La seva seu central es troba al districte de Shinagawa , a la prefectura de Tòquio.

## Història
El 1675, un japonès anomenat Tamaya Tozaemon va iniciar un negoci de lents i ulleres òptiques. El nom de la botiga era Tamaya Megane-Ten. Durant el període Meiji (1868-1912), el 1901, Tamaya Megane-Ten va passar a anomenar-se Tamaya Shōten i es va fundar com empresa. Tamaya Shōten va ser la primera empresa japonesa a importar i vendre equips de topografia òptica des de l'estranger cap al Japó. Tamaya Shōten també va ser la primera empresa del Japó a produir equips de topografia. El 1894 Tamaya Shōten va patentar el primer dispositiu òptic de mesura de longitud.
Durant el període Taishō, Tamaya Shōten va produir el seus propis equips de mesurament òptic al Japó, tot i competidores de les importacions de l'estranger. Es van produir teodolits i, a partir del 1922, els primers sextants del Japó. Tamaya va ser pionera en dispositius d’exploració òptica i sextants al Japó. Avui Tamaya està especialitzada en la fabricació, venda i exportació d’equips de topografia òptica, equips de dibuix, equips meteorològics, instruments òptics, equips de mesura i equips de navegació.

## Galeria d'imatges

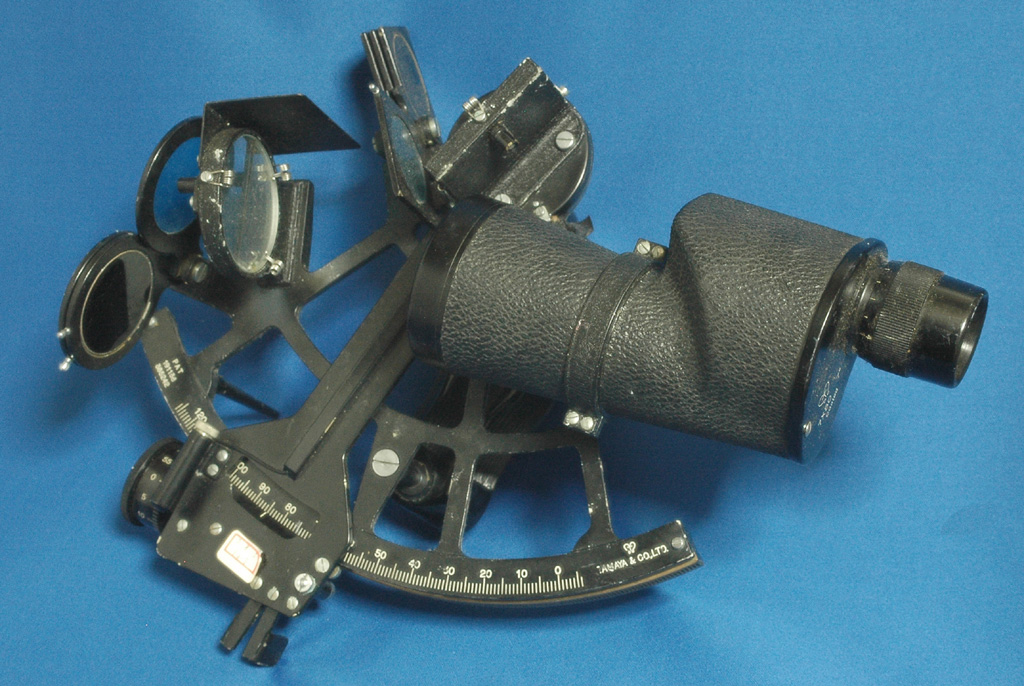
Sextant Tamaya
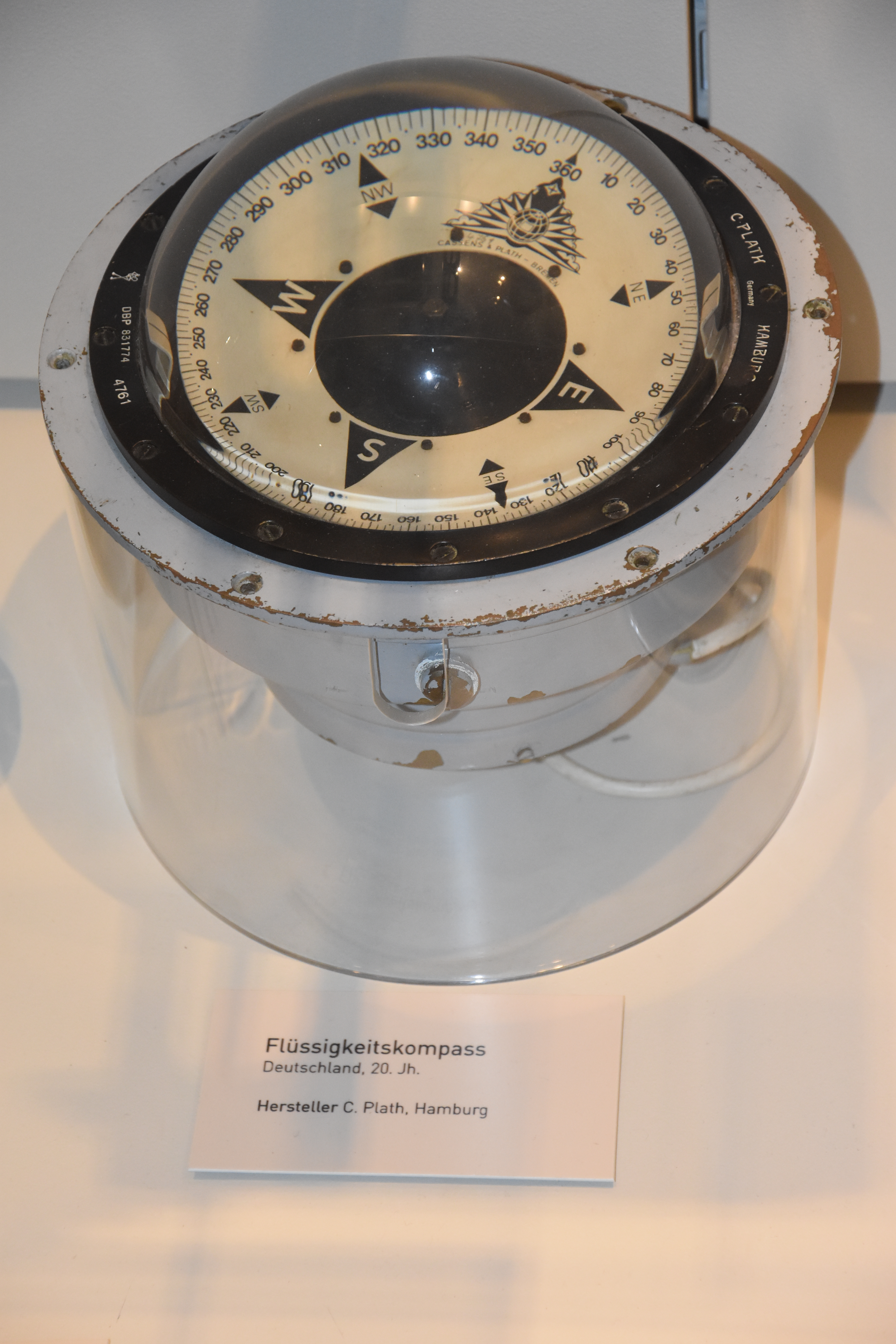
Brúixola
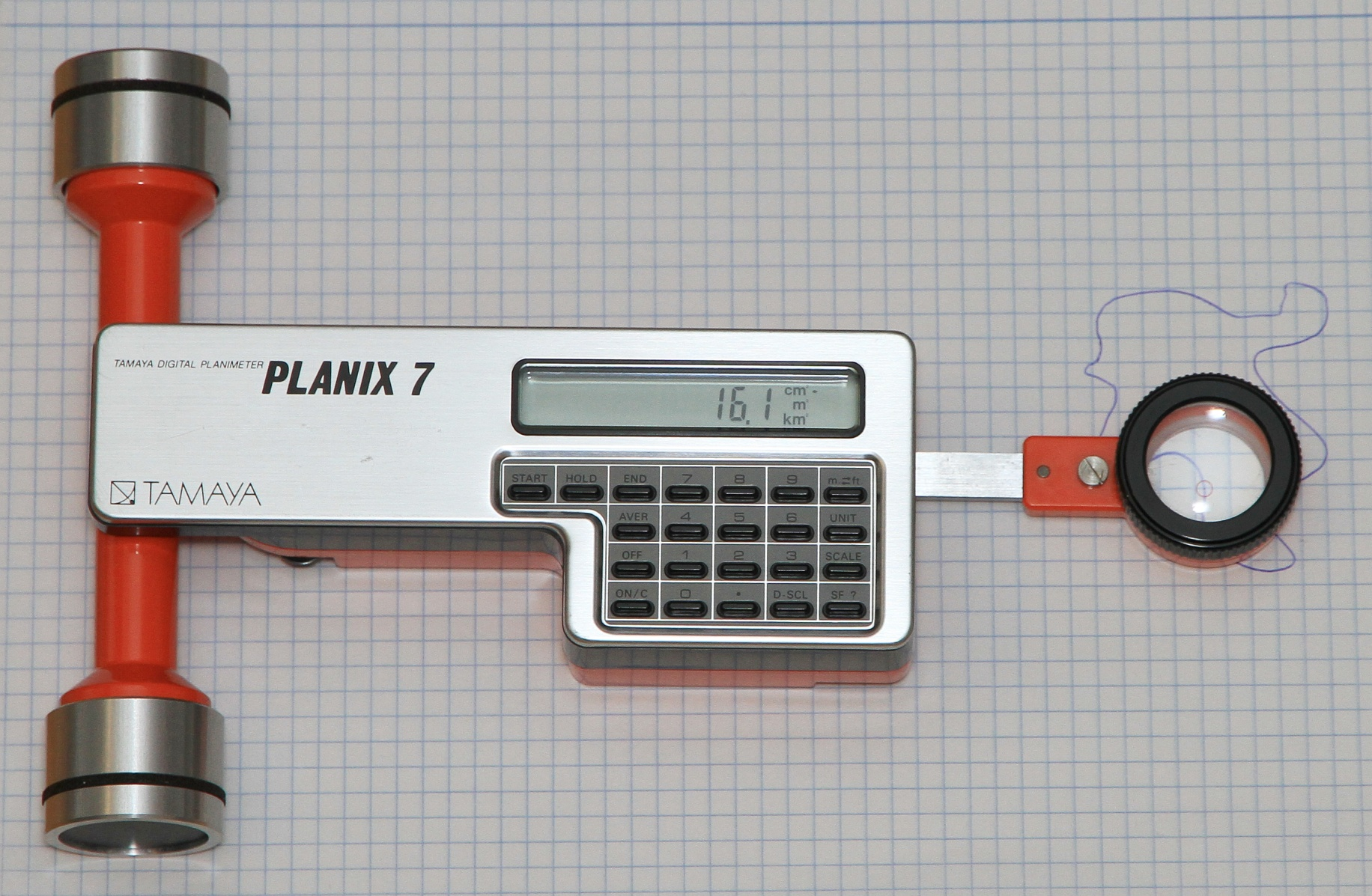
Planímetre